# Beune (Ognon)
Die Beune (frz.: Ruisseau de la Beune) ist ein rund vier Kilometer langer Bach in Frankreich, der in der Region Bourgogne-Franche-Comté in den Départements Doubs und Haute-Saône verläuft.

## Geographie

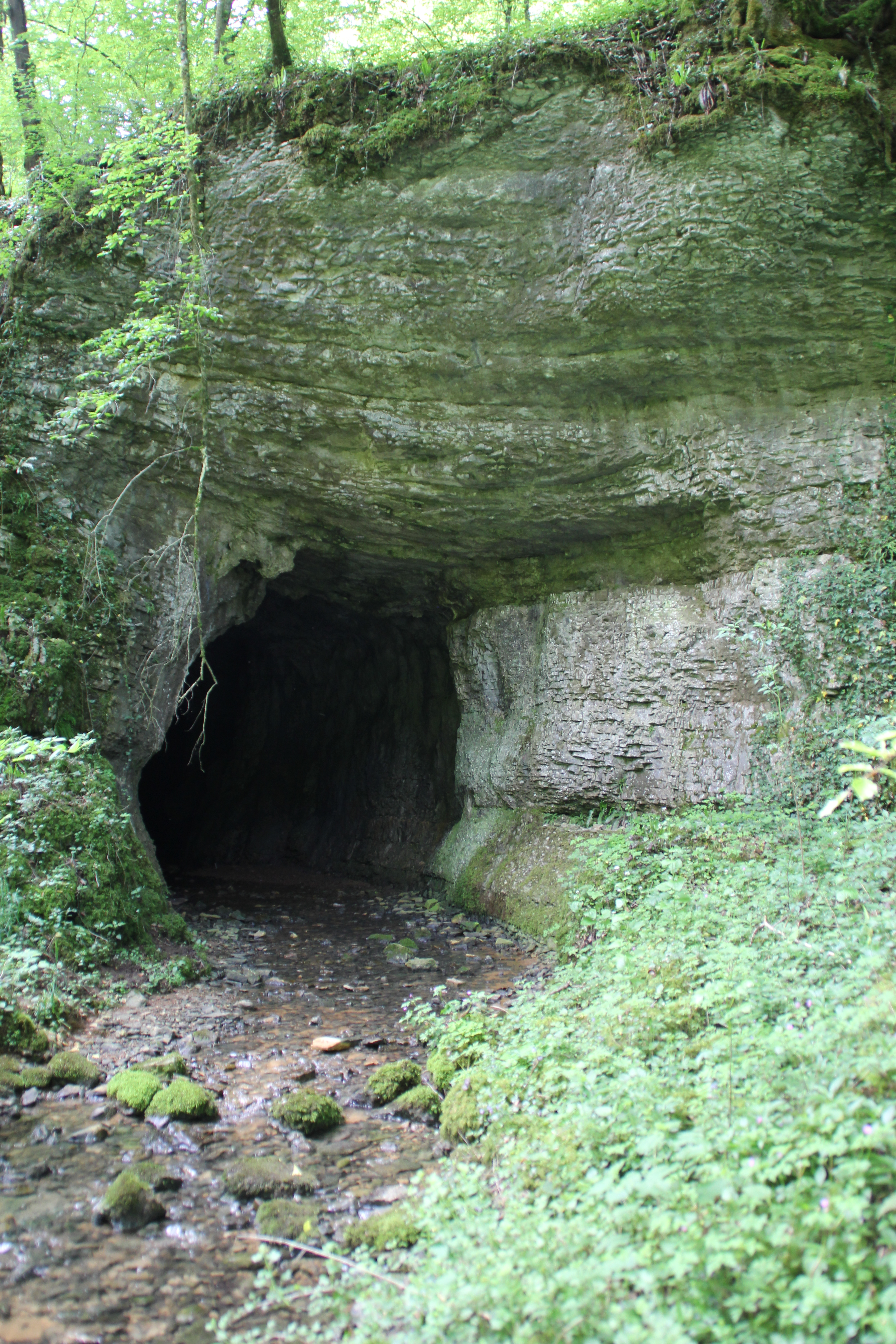
Die Quelle der Beune

Die Beune entspringt einer Karstquelle südöstlich von Rougemontot im Département Doubs. Es ist eine Höhle im Kalksteinfelsen unter der Départementsstraße 23 am linken Talhang. Das Höhlenportal ist etwa 5 Meter hoch. Die begehbare Höhle weist zwei Biegungen auf und endet nach ungefähr 20 Metern an einem Kalktuffwasserfall. Oberhalb dieses Wasserfalls befindet sich ein überflutetes Becken. Dahinter liegen Siphone und Verengungen. Die Quelle kann eine hohe Schüttung aufweisen.
Die Beune durchfließt Rougemontot in nordwestliche Richtung und parallel zur Départementsstraße 23 nach Cendrey. Dort überquert sie für etwa 250 m die Départementgrenze nach Haute-Saône und mündet nördlich des Ortes als linker Nebenfluss in den Ognon.

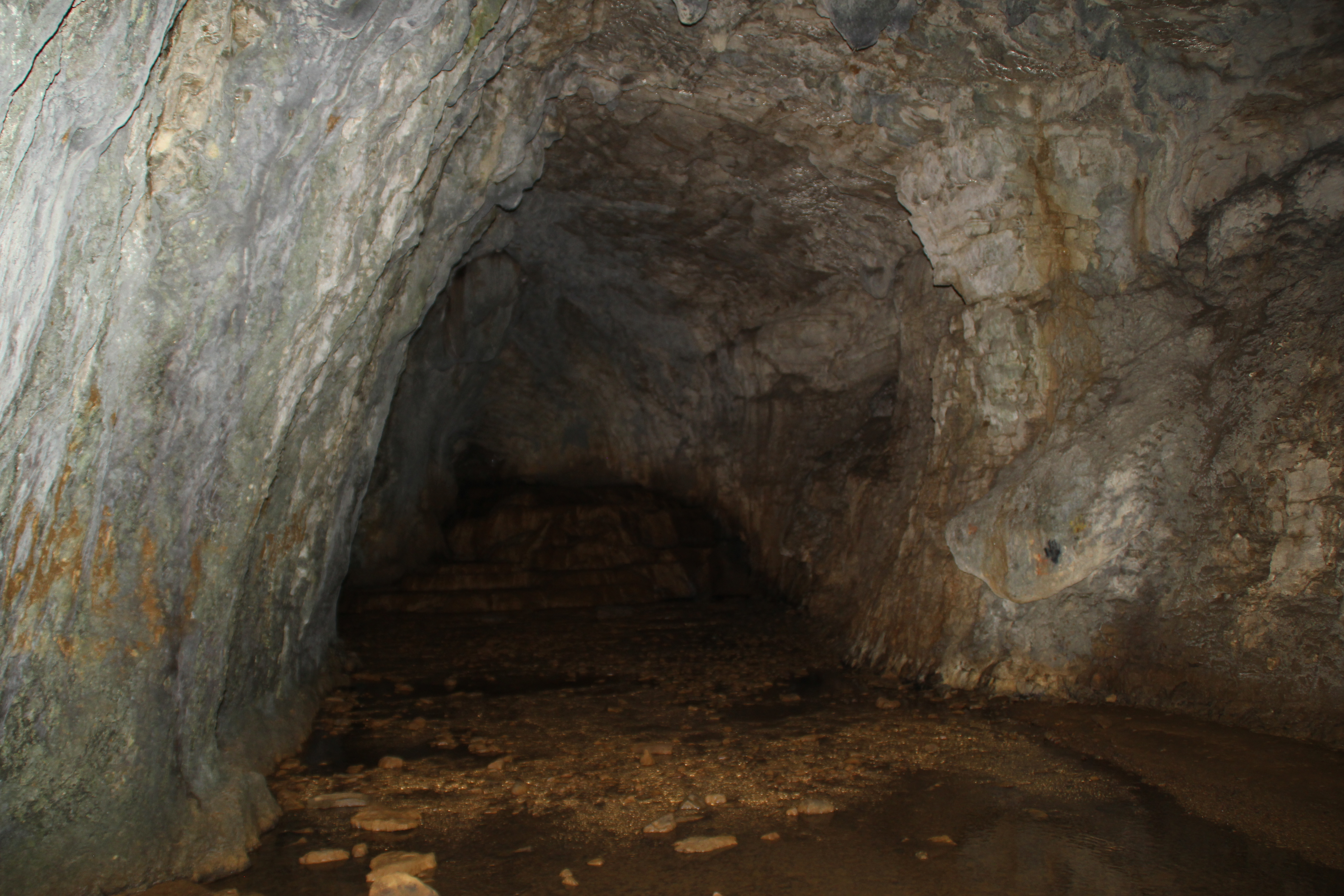
Kalktuffwasserfall in der Höhle
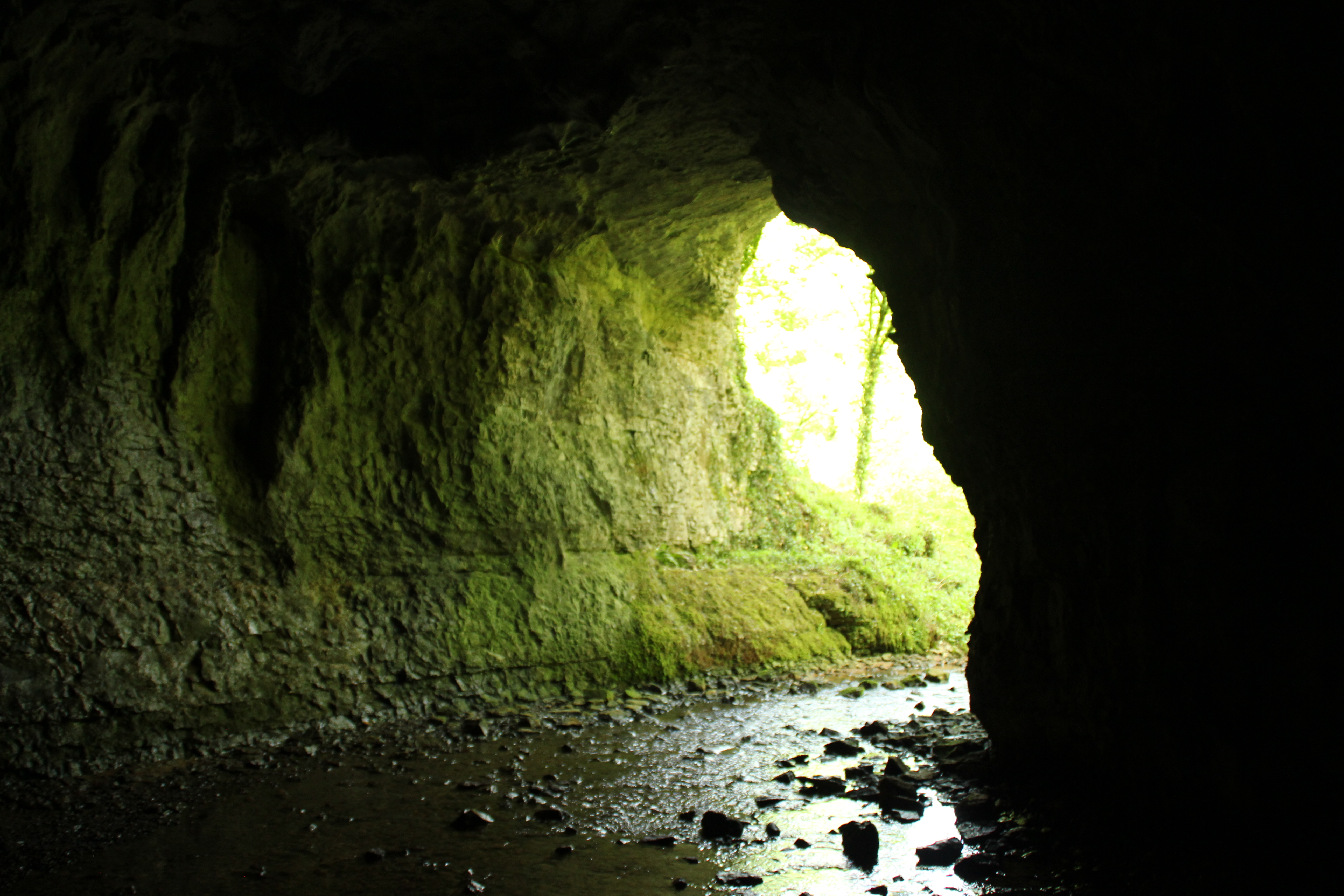
Höhlenportal von innen